# روبرت فريدريك بينيت
روبرت فريدريك بينيت (بالإنجليزية: Robert Frederick Bennett)‏ هو محامي وسياسي أمريكي، ولد في 23 مايو 1927 في كانساس سيتي في الولايات المتحدة، وتوفي في 9 أكتوبر 2000 في كانساس سيتي في الولايات المتحدة بسبب سرطان الرئة. حزبياً، نشط في الحزب الجمهوري. وقد انتخب عضو مجلس ولاية كانساس وانتخب حاكم كانساس ‏ (6 يناير 1975 – 8 يناير 1979).